# Kryptolebias caudomarginatus
Kryptolebias caudomarginatus är en fiskart som först beskrevs av Seegers, 1984.  Kryptolebias caudomarginatus ingår i släktet Kryptolebias och familjen Rivulidae. Inga underarter finns listade i Catalogue of Life.